# 原田藤次郎

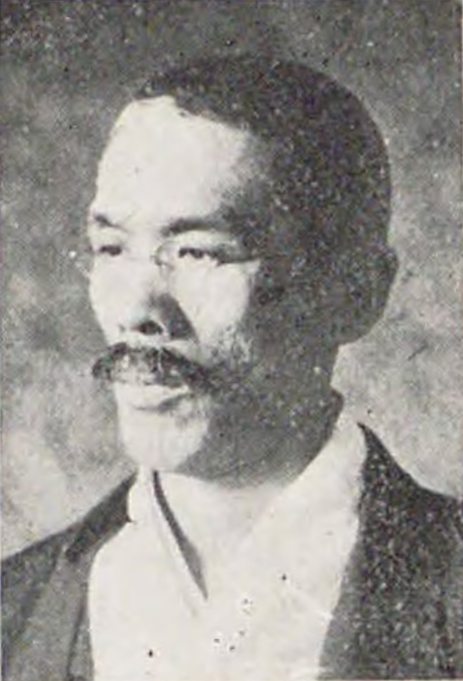
原田藤次郎

原田 藤次郎（はらだ とうじろう、1874年（明治7年）10月21日 -  1948年（昭和23年）1月5日）は、明治時代後期から大正時代の政治家、銀行家。衆議院議員。

## 経歴
原田佐治郎の長男として、青森県西津軽郡森田村（現・つがる市森田町）に生まれる。農業を営む傍ら青森県農工銀行取締役を歴任する。1920年（大正9年）第14回衆議院議員総選挙で青森県第4区から立憲政友会所属で出馬して当選し、2期務めた。
在任中は五能線の五所川原以西の延伸に尽力し、1924年（大正13年）には陸奥森田駅まで列車が走るようになり、翌年には鰺ヶ沢まで、1934年（昭和9年）には深浦まで開通した。1933年（昭和8年）から1946年（昭和21年）までは西津軽郡土淵堰、悪水路の両水利組合議員を務め、農業水利の改善に尽くした。ほか、山田川や岩木川の改修、小戸六ダムの推進、湿地帯の開田などに貢献した。

## 親族
- 父：原田佐治郎（貴族院多額納税者議員）[6]